# Takanori Nakajima
Takanori Nakajima (中島 崇典 Nakajima Takanori?, Chiba, 9 de febrero de 1984) es un exfutbolista japonés. Jugaba de defensa y su último club fue el Gainare Tottori de Japón.

## Trayectoria

### Clubes
| Club            | País  | Año       |
| --------------- | ----- | --------- |
| Shonan Bellmare | Japón | 2002-2003 |
| Yokohama FC     | Japón | 2004-2007 |
| Avispa Fukuoka  | Japón | 2008-2010 |
| Kashiwa Reysol  | Japón | 2011-2012 |
| Yokohama FC     | Japón | 2012-2015 |
| Gainare Tottori | Japón | 2016      |

## Estadística de carrera

### J. League
| Club            | Año   | J. League | J. League | Copa J. League | Copa J. League | Total | Total |
| Club            | Año   | Part.     | Goles     | Part.          | Goles          | Part. | Goles |
| --------------- | ----- | --------- | --------- | -------------- | -------------- | ----- | ----- |
| Shonan Bellmare | 2002  | 11        | 0         | -              | -              | 11    | 0     |
| Shonan Bellmare | 2003  | 0         | 0         | -              | -              | 0     | 0     |
| Yokohama FC     | 2004  | 36        | 0         | -              | -              | 36    | 0     |
| Yokohama FC     | 2005  | 32        | 1         | -              | -              | 32    | 1     |
| Yokohama FC     | 2006  | 28        | 0         | -              | -              | 28    | 0     |
| Yokohama FC     | 2007  | 20        | 0         | 4              | 0              | 24    | 0     |
| Avispa Fukuoka  | 2008  | 29        | 1         | -              | -              | 29    | 1     |
| Avispa Fukuoka  | 2009  | 31        | 0         | -              | -              | 31    | 0     |
| Avispa Fukuoka  | 2010  | 30        | 0         | -              | -              | 30    | 0     |
| Kashiwa Reysol  | 2011  | 3         | 0         | 1              | 0              | 4     | 0     |
| Kashiwa Reysol  | 2012  | 0         | 0         | 0              | 0              | 0     | 0     |
| Yokohama FC     | 2012  | 3         | 0         | -              | -              | 3     | 0     |
| Yokohama FC     | 2013  | 19        | 0         | -              | -              | 19    | 0     |
| Yokohama FC     | 2014  | 27        | 0         | -              | -              | 27    | 0     |
| Yokohama FC     | 2015  | 26        | 0         | -              | -              | 26    | 0     |
| Gainare Tottori | 2016  | 22        | 0         | -              | -              | 22    | 0     |
| Total           | Total | 317       | 2         | 5              | 0              | 322   | 2     |

## Palmarés

### Títulos nacionales
| Título    | Club           | País  | Año  |
| --------- | -------------- | ----- | ---- |
| J2 League | Yokohama FC    | Japón | 2006 |
| J1 League | Kashiwa Reysol | Japón | 2011 |